# نیروهای مسلح لهستان در شرق

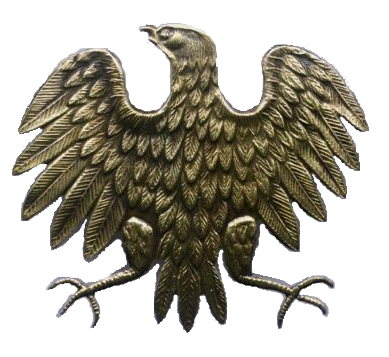
نشان عقاب دودمان پیاست که توسط نیروهای مسلح لهستان در شرق استفاده می‌گشت.

نیروهای مسلح لهستان در شرق (لهستانی: Polskie Siły Zbrojne na Wschodzie) به واحدهایی از نیروهای مسلح لهستان گفته می‌شود که طی جنگ جهانی دوم در شوروی ایجاد گشتند.
دو ارتش مختلف از نیروهای لهستانی در طول جنگ توسط شوروی ایجاد گشت که نخستین آن با نام ارتش آندرس در نیمه دوم سال ۱۹۴۱ بود. پس از آغاز تهاجم آلمان نازی به شوروی در عملیات بارباروسا و به تعاقب پیمان سیکورسکی-مایسکی فرمان عفو عمومی مردم لهستان در شوروی اعلام شد که به یاری آن ایجاد این واحد نظامی ممکن گشت. ارتش آندرس که وفادار به دولت در تبعید لهستان بود در سال ۱۹۴۲ ابتدا به ایران منتقل شده و سپس تحت فرماندهی نیروهای متفقین قرار گرفت که در آنجا به سپاه دوم لهستانی معروف گشت. این نیروها در ادامه جنگ و در کنار نیروهای متفقین در شمال آفریقا، ایتالیا و فرانسه با نیروهای محور جنگیدند که مهم‌ترین آن نبرد مونته کاسینو در جبهه ایتالیا بود.
در مه ۱۹۴۳ از باقی مانده لهستانی‌ها در شوروی تیپ اول پیاده‌نظام تادیوش کوشچیوسکو ایجاد گشت که مدتی بعد ضمن گسترش و ساماندهی دوباره به سپاه اول لهستان و سپاه دوم لهستان تبدیل گشت که این دو سپاه در کنار یکدیگر ارتش خلق لهستان (Ludowe Wojsko Polskie, LWP) را تشکیل می‌دادند. این نیروها تحت فرماندهی شوروی در جبهه شرق طی جنگ حضور داشتند. پس از پایان جنگ این نیروها تبدیل به شاخه نظامی دولت کمونیستی لهستان شدند که مانند دیگر نهادهای دولت کمونیستی لهستان در مخالفت با دولت در تبعید قرار داشتند.